# Champlost
Champlost é uma comuna francesa na região administrativa de Borgonha-Franco-Condado, no departamento de Yonne. Estende-se por uma área de 22,91 km². Em 2010 a comuna tinha 796 habitantes (densidade: 34,7 hab./km²).